# Narcea
|  | Per a altres significats, vegeu «Comarca del Narcea». |

El riu Narcea és el segon riu més important d'Astúries tant en longitud com en cabal hidràulic. És una afluent per l'esquerra del riu Nalón i segueix un traçat general en sentit sud-est nord-est. Neix en les Fonts del Narcea i desemboca en el riu Nalón a l'alçada de Forcinas (Pravia), estant part dels seu curs alt en el Parque Natural de Fuentes del Narcea, Degaña e Ibiasi
Els seus afluents principals són: per la dreta el Naviego, Onón, Xinestaza i Piqueña; i per l'esquerra el Coto, Arganza, Gera, Nalón, Rodical i Nonaya, alguns d'ells provinents de la zona de Muniellos.
Al llarg del seu curs s'han instal·lat dues centrals hidroelèctriques: la de l'Embassament de la Barca (32 milions de m³) i la de La Florida (800.000 m³). En el seu traçat hi ha diversos cots de pesca fructífers pel que fa a captures de salmó.